# Beni Mered
Beni Mered är en ort i Algeriet. Den ligger i provinsen Blida, i den norra delen av landet, 30 km sydväst om huvudstaden Alger. Beni Mered ligger 136 meter över havet och antalet invånare är 92 749.
Terrängen runt Beni Mered är varierad.Runt Beni Mered är det tätbefolkat, med 511 invånare per kvadratkilometer. Närmaste större samhälle är Blida, 6,7 km sydväst om Beni Mered. 